# 廖进球
廖进球（1958年—），男，汉族，江西信丰人，中华人民共和国政治人物，曾任江西财经大学党委书记、第十一届全国人民代表大会江西地区代表。

## 生平
毕业于中南财经大学经济学专业。2008年起担任全国人大代表。
2025年5月28日，因涉嫌嚴重違紀違法，主动向组织交代问题，接受江西省纪委监委纪律审查和监察调查